# Dragnić (jezero)
Dragnić je jezero koj se nalazi 800 metara od izvora Plive kod istoimenog sela u šipovskoj općini, BiH.
Jezero je izduženo u pravcu sjever-jug. Dužina jezera je 65, a širina 35 metara. Najveća dubina jezera je 10 metara.
Geomorfološki je spomenik prirode.